# Attje Kuiken
Attje Harma Kuiken (Groningen, 27 oktober 1977) is een Nederlands voormalig politica. Zij was van 30 november 2006 tot en met 5 december 2023 lid van de Tweede Kamer namens de Partij van de Arbeid (PvdA). Ze was van 2022 tot 2023 politiek leider van de PvdA en van 2016 tot 2017 en van 2022 tot 2023 fractievoorzitter.

## Jeugd en opleiding
Kuiken is geboren in de stad Groningen en verhuisde op haar tiende van Hoogezand-Sappemeer naar het Friese Ferwerd. Ze ging van 1990 tot 1996 naar het vwo op het Dockinga College in Dokkum. Kuiken studeerde van 1996 tot 1999 bestuurskunde en overheidsmanagement aan de Thorbecke Academie in Leeuwarden en van 2000 tot 2006 beleids- en organisatiewetenschappen aan de Universiteit van Tilburg. In Breda richtte Kuiken een afdeling op van de Jonge Socialisten. Ook deed ze mee met het VARA-debatprogramma Het Lagerhuis.

## Ambtenaar
Van 2001 tot 2006 was Kuiken werkzaam op het directoraat-generaal Veiligheid van het ministerie van Binnenlandse Zaken. Kuiken was daar van 2001 tot 2002 junior beleidsmedewerker en van 2002 tot 2004 projectmedewerker Risicobeleid bij de directie Rampenbeheersing en Brand. Van 2004 tot 2006 was zij daar beleidsmedewerker Integraal Veiligheidsbeleid en in 2006 hoofd Stafbureau bij de directie Strategie.

## Tweede Kamer
Bij de Tweede Kamerverkiezingen van 2006 stond Kuiken op plek 12 op de kandidatenlijst van de PvdA. Zij werd direct gekozen en kreeg 2797 voorkeurstemmen. Haar maidenspeech hield zij op 31 januari 2007 bij het debat over de begroting Binnenlandse Zaken voor 2007. In de PvdA-fractie kreeg Kuiken in eerste instantie de portefeuille veiligheid (onder meer rampenbestrijding), openbare orde, criminaliteitsbestrijding, strafrechttoepassing en internationale justitiële samenwerking, en in maart 2012 die van asiel en immigratie. Van 19 januari tot en met 10 mei 2010 was Kuiken met zwangerschapsverlof, waarbij zij werd vervangen door Saskia Laaper.
Bij de Tweede Kamerverkiezingen van 2010 stond Kuiken op plek 14 op de kandidatenlijst. Zij werd direct herkozen en kreeg 2974 voorkeurstemmen. Bij de Tweede Kamerverkiezingen van 2012 stond Kuiken op plek 24 op de kandidatenlijst. Zij werd opnieuw direct herkozen en behaalde 3247 voorkeurstemmen. Op 5 november 2015 werd Kuiken vicevoorzitter van de PvdA-fractie. Zij volgde in die functie Martijn van Dam op die tot staatssecretaris van Economische Zaken benoemd was. Na het aftreden van Diederik Samsom was zij van 12 december 2016 tot 23 maart 2017 fractievoorzitter.
Bij de Tweede Kamerverkiezingen 2017 stond Kuiken op plek 6 op de kandidatenlijst. Bij de Tweede Kamerverkiezingen 2021 stond Kuiken op plek 4 op de kandidatenlijst. Na het vertrek van Lilianne Ploumen als fractievoorzitter van de PvdA meldde zij zich als kandidaat voor het fractievoorzitterschap met als tegenstander Henk Nijboer. Op 22 april 2022 werd zij verkozen als fractievoorzitter. Op 11 juni van dat jaar werd zij tijdens een partijcongres verkozen tot politiek leider van de PvdA.
Op 18 augustus 2023 maakte Kuiken bekend dat zij niet terugkeert in de Tweede Kamer na de verkiezingen van 22 november 2023. Als reden van haar vertrek gaf ze aan 'lucht voor anderen te willen scheppen'. Toen de PvdA-fractie op 27 oktober 2023 samenging met die van GroenLinks, werd Jesse Klaver van GroenLinks de nieuwe voorzitter, waarmee Kuikens fractievoorzitterschap ten einde kwam.
Bij haar afscheid als lid van de Tweede Kamer op 5 december 2023 werd zij benoemd tot ridder in de Orde van Oranje-Nassau.

## Persoonlijk
Kuiken woont in Breda en ze heeft een dochter. Haar grootste hobby is duiken.
- Parlement.com: vhekc59k3bzi